# 圣叙尔皮斯莱布瓦
圣叙尔皮斯莱布瓦（法語：Saint-Sulpice-les-Bois，法語發音：[sɛ̃ sylpis le bwa]）是法国科雷兹省的一个市镇，位于该省北部偏东，属于于塞勒区。

## 地理
圣叙尔皮斯莱布瓦（45°36'55"N, 2°8'44"E）面积22.92 平方千米，位于法国新阿基坦大区科雷兹省，该省份为法国中南部省份，北起上维埃纳省和克勒兹省，西接多爾多涅省，南至洛特省，东临多姆山省和康塔爾省。
与圣叙尔皮斯莱布瓦接壤的市镇（或旧市镇、城区）包括：沙瓦纳克、梅马克、米勒瓦什、圣日耳曼拉沃、索尔纳克。

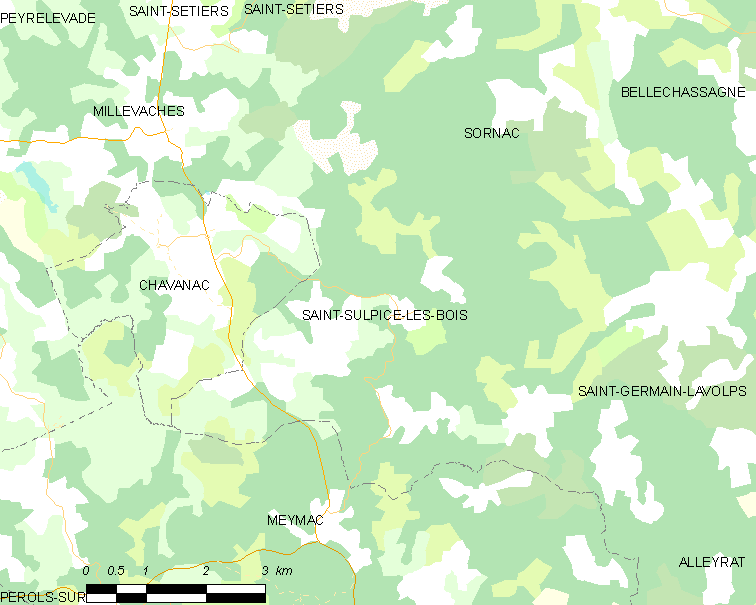
圣叙尔皮斯莱布瓦的OSM定位图

圣叙尔皮斯莱布瓦的时区为UTC+01:00、UTC+02:00（夏令时）。

## 行政
圣叙尔皮斯莱布瓦的邮政编码为19250，INSEE市镇编码为19244。

## 政治
圣叙尔皮斯莱布瓦所属的省级选区为米勒瓦什高原县。

## 人口

1962-2008年间圣叙尔皮斯莱布瓦人口变化图示

圣叙尔皮斯莱布瓦于2022年1月1日时的人口数量为78人。